# Без единой улики
«Без единой улики» (иногда — «Без единой зацепки», «Безо всяких улик», англ. Without A Clue) — кинофильм. Пародийный или фильм-фарс о Шерлоке Холмсе и докторе Ватсоне.

## Сюжет
По сюжету этого фильма — никакого Шерлока Холмса нет, преступления раскрывает сам доктор Ватсон. Рассказы о Шерлоке Холмсе он пишет, чтобы его приняли преподавать в институт, считая, что там не одобрят его дедуктивное хобби. Должность Ватсон так и не получает, но Холмс становится невероятно популярен, и Ватсона просят предъявить героя. Для исполнения роли сыщика Ватсон нанимает актёра Реджинальда Кинкейда.
Холмсу и Ватсону удаётся предотвратить ограбление Британского музея. Преступники переданы британской полиции, а Ватсону давно надоел никчёмный актёр-алкоголик, и он выгоняет Кинкейда. Вскоре его приходится вернуть, так как монетный двор Британии готов привлечь к раскрытию очередного загадочного уголовного дела только великого Шерлока Холмса.
Пропало клише, с которого печатают 5-фунтовые банкноты. Скандал грозит опрокинуть экономику страны. Ватсону удаётся узнать, что за преступлением стоит давний противник — профессор Мориарти. Он похитил клише, одного из специалистов монетного двора и организовал подпольную типографию. В перестрелке с Мориарти Ватсон гибнет (как считают его друзья), и горе-Холмсу приходится брать расследование в свои руки. Оказывается, что не всё ещё потеряно, и актёр может довести дело до успешного раскрытия.

## В ролях
- Бен Кингсли — Доктор Ватсон
- Майкл Кейн — Шерлок Холмс / Реджинальд Кинкейд
- Джеффри Джонс — инспектор Лестрейд
- Лизетт Энтони — Лесли Джайлс
- Пол Фримен — профессор Мориарти
- Пат Кин — миссис Хадсон
- Питер Кук — Норман Гринхоу
- Тим Киллик — Себастьян Моран

## Интересные факты
Фильм демонстрировался в советском прокате, дубляж был осуществлён на киностудии Союзмультфильм в 1989 году. Майкла Кейна дублировал Сергей Малишевский, Бена Кингсли — Артём Карапетян.